# Кухар, Роман Романович
Рома́н Рома́нович Ку́хар (17 сентября 1963, Кельменцы, Черновицкая область — 18 января 2002, Киев) — советский и украинский скульптор. Член Союза художников УССР с 1989 года, работал в Крыму.

## Биография
Родился 17 сентября 1963 года, в 1981 году закончил Киевскую художественную школу им. Т. Г. Шевченко, в 1989 году — Киевский государственный художественный институт, творческая мастерская В. З. Бородая.

### Семья
- отец — Кухар Роман Ананьевич
- мать — Кухар Александра Никаноровна
- жена — Петрова Ольга Ивановна
- дети — Петрова Ульяна Романовна, Кухарь Оксана Романовна, Кухарь Анна Романовна

## Творчество
Работал на Крымском художественно-производственном комбинате в Симферополе.
Член Союза художников УССР с 1989 года, принимал участие в выставках с 1986 года, посмертная выставка состоялась в 2003 году в галерее Марата Гельмана.

### Выставки
- 2003 — Выставка «Kunst der Halbinsel Krim», Германия
- 2003 — персональная выставка. Галерея Марата Гельмана Киев
- 2001 — персональная выставка. Галерея Культурного центра России. Копенгаген. Дания.
- 2000 — групповая выставка. Муниципальная галерея Еспегарден. Дания.
- 2000 — выставка «Новые тенденции» ЦДХ Киев.
- 1999 — персональная выставка. Галерея «Триптих» Киев
- 1999 — Украинское триеннале скульптуры Киев
- 1999 — Международный Арт-салон Москва
- 1999 — персональная выставка Муниципальная галерея Харьков
- 1998 — международный арт-проект «Меридиан сердца» Черновцы
- 1998 — международный арт-проект «Собор» Киев
- 1998 — персональная выставка. Галерея «Тадзио» Киев
- 1997 — арт-проект «Пункт Т» Симферополь
- 1996 — арт-проект «Формула Т» Симферополь
- 1992 — выставка «Иерархия пространства» Киев.
- 1991 — выставка «Азбука» Киев

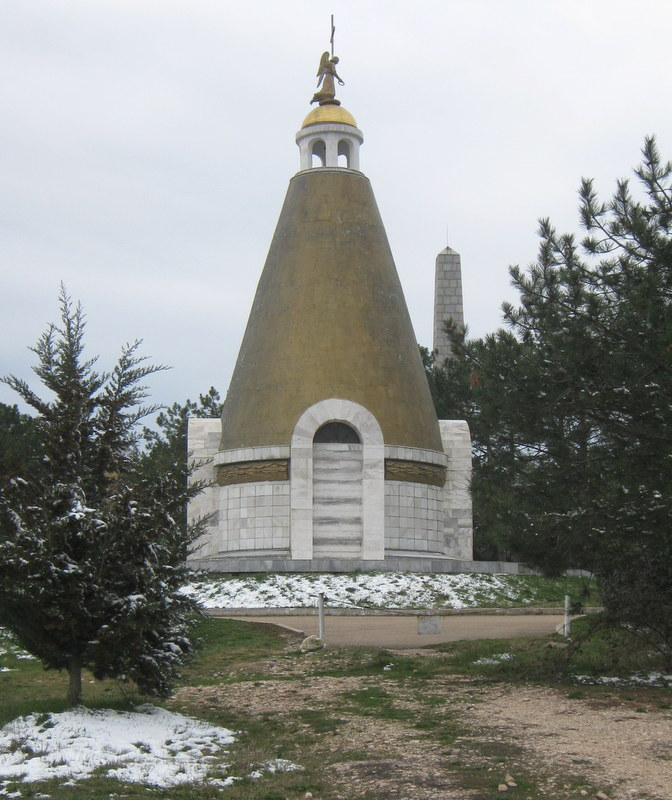
Ангел на часовне Св. Георгия Победоносца на Сапун-горе
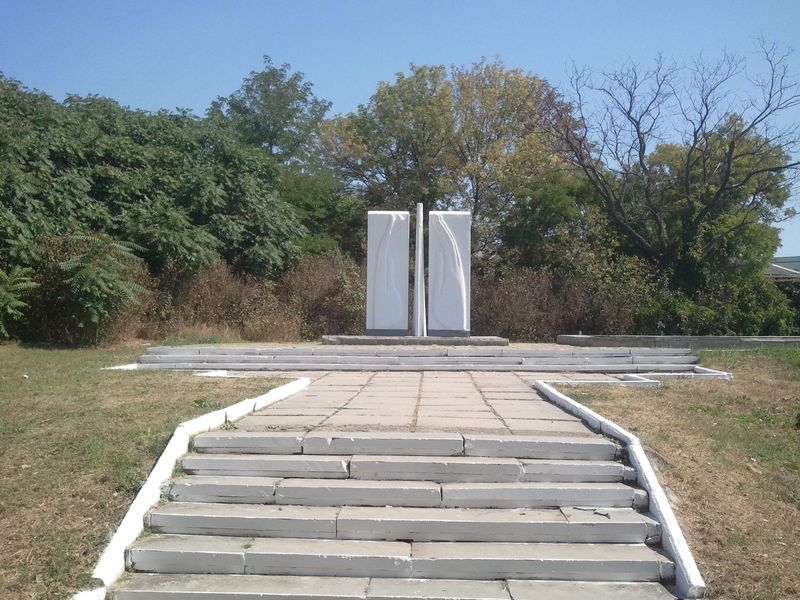
Монумент Братская могила советских войнов
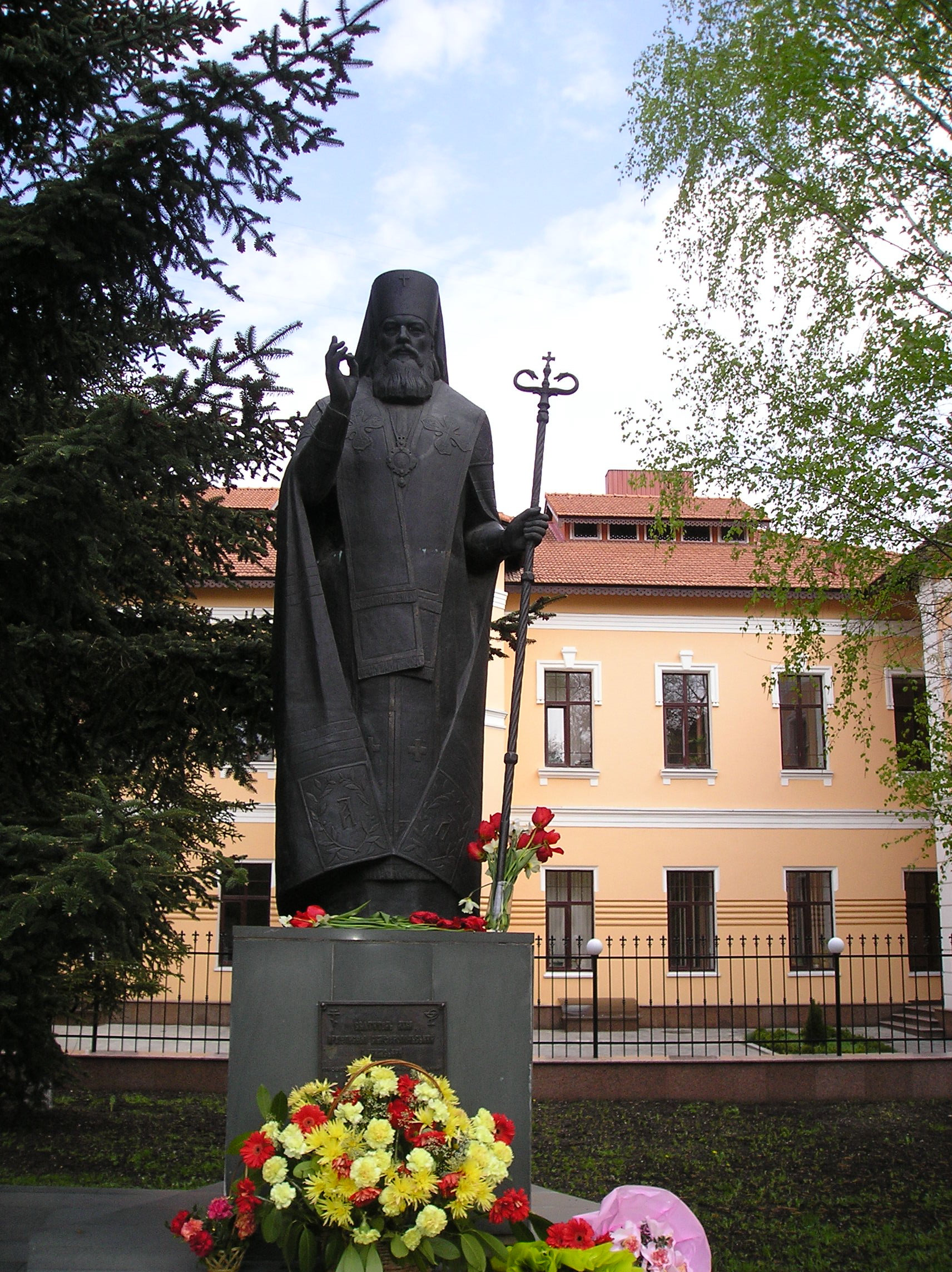
Памятник святителю Луке

### Критика
«Искусство этого художника очень цельно, очень самобытно, в какой-то мере очень самодостаточно — в том смысле, что оно, в общем, не предполагает рациональной расшифровки, воздействуя на зрителя — и воздействуя сильно, а порой и остро — на сугубо эмоциональном, даже интуитивном уровне. Произведения художника всегда лаконичны и ёмки, будь то бронзовый рельеф, графический лист или картина. Некоторым работам Романа Кухаря не чужда сюжетность, но она всегда — скорее обманчивая видимость, иногда чуть ли не ловушка, куда несложно попасть, задавшись целью пересказать содержание и — тем более — отыскать в нём подобие связной истории. Впрочем, и в скульптуре, и в графике, и в живописи художника постоянно возникают … образы-притчи, рассказанные главным образом языком изящного и немного меланхоличного абсурда» .Оксана Ламонова

## Произведения
- серия рельефов «Гений»
- серия рельефов «Жабодав»
- 1997 — эскиз памятника «Памятник Святителю Луке (Войно-Ясенецкому)» Симферополь
- 1996 — деревянные резные иконы инкрустированные самоцветами Ливадийский дворец Крестовоздвиженская церковь
- 1995 — Ангел на куполе храма-часовни во имя Св. Великомученика Георгия Победоносца, Севастополь, Сапун-гора.
- 1989 — Мемориал советским воинам, умершим в госпиталях (Симферополь, ул. Титова)

## Музеи и коллекции
- Музей современного искусства Украины[2] (Киев)
- Ливадийский дворец, Крестовоздвиженская церковь (Крым)
- Коллекция Марата Гельмана

Работы находятся в коллекциях Швейцарии, Германии, Швеции, США, Бельгии, Дании, Канады, Голландии, Франции.